# تطور كبروي

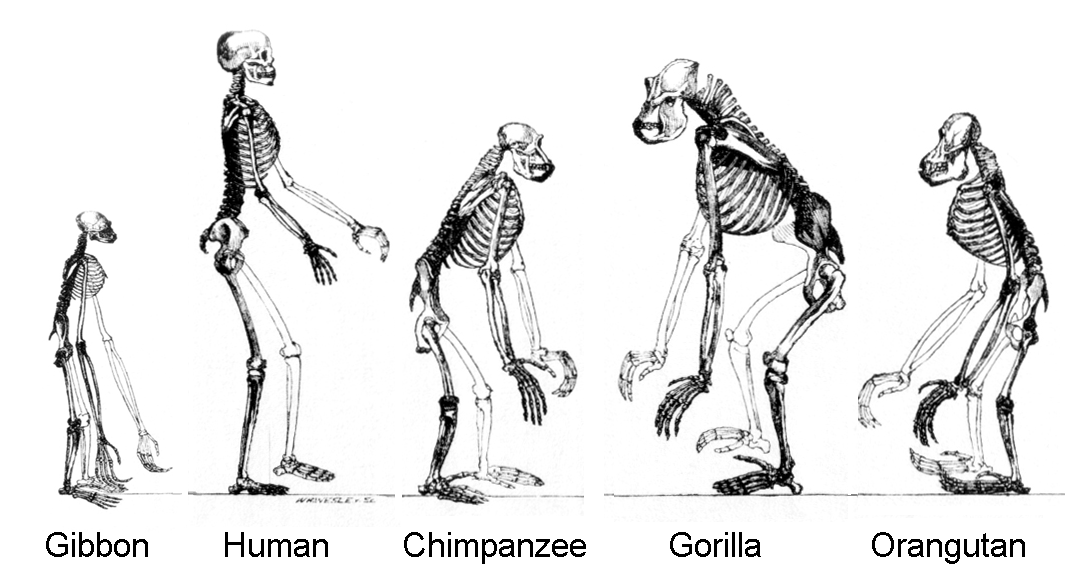
البشرانيات هم من نسل سلف مشترك، والبشرانيات أو القردة العليا هي القردة المتطورة التي لا تمتلك ذيلاً وتضم الإنسان العاقل، والشمبانزي، والغوريلا، والأورنغوتان، والجبون.

التطور الكبروي أو الماكروي أو تطور الأنواع هو تطور يحدث على نطاق تجميعات الجينات المنفصلة. دراسات التطور الكبروي تتمحور حول التغيرات التي تحدث في أو فوق مستوى النوع، وذلك بخلاف التطور الصغري، الذي يشير إلى التغيرات التطورية التي تحدث على نطاق أصغر (عادةً توصف بالتغيرات في تواترات الألائل) ضمن النوع أو التجمع الأحيائي.
عملية الانتواع يمكن أن تقع في إطار التطور الصغري أو التطور الكبروي، والأمر يعتمد على القوى التي يُعتقد أنها قد حركتها. هنالك أربعة علوم تعطي معظم الأدلة للأنماط والعمليات التي يمكن تصنيفها كتطورات كبروية، ألا وهي: علم الأحياء القديمة، علم الأحياء التطوري النمائي، علم المجينات المقارن [الإنجليزية]، وعلم تطبق السلالات المجيني [الإنجليزية]. ظهور الريش أثناء تطور الطيور من ديناصورات ثيروبودية يُعد مثالا على التطور الكبروي.

## أصل المصطلح
صاغ عالم الحشرات يوري فيليبشينكو مصطلحي «التطوري الكبروي» و«التطوري الصغروي» لأول مرة في عام 1927 في مؤلَّفه الألماني «تباين واختلاف» Variabilität und Variation. ومنذ أن أتى المصطلحان، تمت مراجعتهما لمرات عديدة. لكن مصطلح التطور الكبروي كان يُزدرى عندما يستولي عليه كتاب من أمثال عالم الحفريات أوتو شنايديفولف لوصف نظرياتهم عن استقامة التطور، وهو الاعتقاد في أن الكائنات الحية تتطور في مسار محدد بفعل «قوة دافعة» داخلية.
يشتمل التطور الكبروي على حدوث تغيرات في نطاق زمني جيولوجي، وذلك بالضد من التطوري الصغروي، والذي يحدث في أي نطاق زمني.

## التطور الكبروي والتركيبة التطورية الحديثة
ضمن التركيبة التطورية الحديثة للقرن العشرين، يعتبر التطور الكبروي مركبا من آثار التطوري الصغروي. وبذلك فإن الفرق بين التطور الصغروي والكبروي ليس جوهريا –فالفرق الوحيد بينهما هو النطاق الزمني. وكما لاحظ إرنست ماير، فإن «التطور العابر للنوع ليس سوى استقراء وتكبير لأحداث تأخذ مجراها داخل مجموعات الكائنات الحية والأنواع...ومن المضلل أن يتم التفريق بين أسباب التطور الصغروي والكبروي.» لكن رغم ذلك، لا يعد الزمن عاملا مميزا ضروريا –فالتطور الكبروي يمكن أن يحدث دون تراكب تدريجي للتغيرات الصغيرة؛ فقد ينجم عن تكرار الجينوم الكامل انتواع يحدث عبر جيل واحد –وهذا الأمر شائع بالأخص لدى النباتات.
وقد اقترح أن التغييرات الجينية التي تنظم النمو لها دور هام في إحداث انتواع عبر تغييرات كبيرة وفجائية نسبيا في مورفولوجيا الحيوانات.

## أنواع التطور الكبروي
هناك العديد من الطرق التي يُنظر بها إلى التطور الكبروي، كأن يتم، على سبيل المثال، رصد التغيرات في الجينات، الموروفولجيا، التصنيف، البيئة، وسلوك الكائنات الحية، وجميعها أمور مترابطة ببعضها البعض. في بحث لساهني وآخرين، ذُكر الارتباط على أنه «في الوقت الذي يزداد فيه التنوع الأصنوفي، فإن غرائز رباعيات الأرجل تحثهم على الانتقال إلى أنماط حياة جديدة، حيث تكون الموارد منذ البداية غير محدودة، ويكون هناك قليل من المنافسين والنازحين المحتملين من الأخطار. وبينما يزداد التنوع البيئي، تتنوع الأصنوفة نزولا من أسلافها بمعدلات أكبر بكثير بين المجموعة الحيوانية، وبتكيفات أكفأ، أحدث، أو أكثر مرونة».
يحدث التطور الجزيئي عبر تغيرات ضئيلة على المستوى الجزيئي أو الخلوي. وعبر فترة طويلة من الزمن، يتمكن ذلك من إحداث تأثيرات كبيرة في جينات الكائنات الحية. يحدث التطور الأصنوفي عبر التغيرات الصغيرة بين مجموعات الكائنات الحية ثم النوع. وعبر فترة طويلة من الزمن، يتمكن ذلك من إحداث تأثيرات كبيرة على تصنيف الكائنات الحية، وينمو فرع حيوي جديد كليا فوق المستوى النوعي.
يحدث التطور المورفولوجي عبر تغيرات ضئيلة في مورفولوجيا الكائن الحي. وعبر فترة طويلة من الزمن، يتمكن ذلك من إحداث تأثيرات كبيرة في مورفولوجيا الأفرع الحيوية الرئيسية. وبالإمكان رؤية هذا بوضوح لدى الحيتانيات، حيث في فترة التطور المبكرة للمجموعة، كانت الأطراف الخلفية لا تزال موجودة. لكن عبر ملايين السنين، تراجعت الأطراف الخلفية وأصبحت داخلية.
يندر حدوث التحولات المفاجئة من نظام بيولوجي إلى آخر، كعلى سبيل المثال انتقال الحياة من الماء إلى اليابسة أو الانتقال من اللافقاريات إلى الفقاريات. لقد ظهرت أنماط بيولوجية قليلة خلال التاريخ التطوري للحياة. وحينما تأخذ أشكال الحياة مثل تلك القفزات العملاقة، فإنها تقابل قليلا من المنافسة أو لا منافسة على الإطلاق، وتكون قادرة على استغلال المنافذ المتاحة الكثيرة، وتتبع إشعاعا تكيفيا. يمكن لذلك أن يتسبب في تطور متقارب، حيث تمتلأ المنافذ الفارغة بأي شكل من أشكال الحياة التي تواججها.